# Deni Štraus
Deni Štraus (* 20. April 1996) ist ein slowenischer Fußballspieler.

## Karriere
Štraus begann seine Karriere beim NK Pobrežje. Zur Saison 2010/11 wechselte er zum NK Maribor. Zur Saison 2015/16 rückte er in den Kader der drittklassigen Zweitmannschaft Maribors. In der Winterpause der Saison 2016/17 wechselte er nach Österreich zum viertklassigen SV Lebring. In Lebring kam er zu zehn Einsätzen in der Landesliga.
Zur Saison 2017/18 kehrte er wieder nach Slowenien zurück und schloss sich dem Erstligisten NK Celje an. Im September 2017 debütierte er gegen Maribor für Celje in der 1. SNL. In seiner ersten Erstligaspielzeit kam er zu fünf Einsätzen. In der Spielzeit 2018/19 kam der Außenverteidiger zu 21 Einsätzen in der höchsten slowenischen Spielklasse. In der Saison 2019/20 wurde er mit Celje Meister, in der Meistersaison kam er zu neun Einsätzen in der 1. SNL.
Nach einem weiteren Einsatz in der Saison 2020/21 wechselte Štraus im Januar 2021 ein zweites Mal nach Österreich, diesmal zum Regionalligisten SC Kalsdorf. Für Kalsdorf kam er allerdings aufgrund des COVID-bedingten Saisonabbruchs nie zum Einsatz. Zur Saison 2021/22 wechselte er zum fünftklassigen FC Trofaiach.

## Persönliches
Sein Bruder Rok (* 1987) ist ebenfalls Fußballspieler.